# Colobura wolcotti
Colobura wolcotti är en fjärilsart som beskrevs av Comstock 1942. Colobura wolcotti ingår i släktet Colobura och familjen praktfjärilar. Inga underarter finns listade i Catalogue of Life.